# Żubrówka

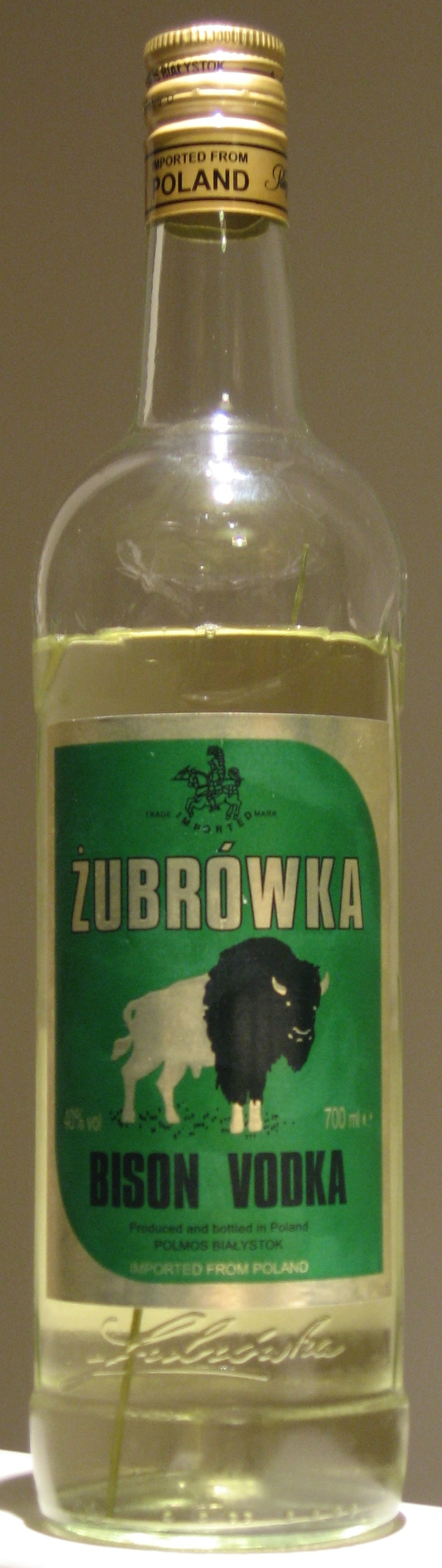
Bouteille de Żubrówka entamée (2006).

Żubrówka (prononcer /ʒub'rufka/ ) est une marque commerciale de  vodka polonaise, distillée à Białystok à partir du seigle et dont le taux d'alcool représente 40 % du volume. Sa particularité est la présence dans chaque bouteille d'un brin de Hierochloe odorata ou « herbe aux bisons », le bison (żubr) en étant grand consommateur.

## Histoire
Lors de la période soviétique, la Żubrówka s'exporte bien. En 1999, en pleine privatisation post-soviétique du secteur des alcools, la société Bialystok rachète la distillerie Polmos qui produit la Żubrówka. L'année suivante, Polmos-Bialystok dépose les droits de la marque et regagne l'exclusivité sur ses exportations, celle-ci étant détenue par Pernod Ricard jusque-là.
La vodka Żubrówka est alors considérée comme un symbole culturel polonais et obtient son AOC en 2003 quand la Pologne rejoint l'Union européenne.
En 2013, CEDC (propriétaire de Żubrówka) est racheté par Roust Trading Limited (filiale de Russian Standard Group), la distribution en France est cédée par Pernod Ricard à Lixir. En 2014, la marque lance sa vodka blanche Żubrówka Biała (« Żubrówka blanche »).

## Description
La Żubrówka est souvent considérée comme une vodka de choix, du fait de son goût atypique et des parfums qu'elle dégage (gaillet odorant, vanille, noix de coco et notes d'amande). La dénomination Żubrówka provient du mot żubr, le nom polonais, biélorusse et ukrainien pour le bison, grand consommateur de Hierochloe odorata. Appelée commercialement « herbe aux bisons », un brin de celle-ci se trouve dans chaque bouteille, qui contient de la coumarine à l'odeur caractéristique (une quantité forte de coumarine qui rend le produit interdit à la vente aux États-Unis).
Chaque brin d'herbe est cultivé à la main et séchée naturellement.
Sa couleur blond clair et son goût atypique en font une vodka très appréciée. Elle se boit idéalement pure et glacée, ou allongée de jus de pomme, de préférence fraîchement pressé.
L'étiquette, dessinée dans les années 1980 par Pierre Juin, a été modifiée depuis. La bouteille a été renouvelée et est maintenant différente selon son distributeur.
Il existe, depuis le début du siècle, d'autres variantes sur le marché polonais, dont : Żubrówka Biała, une vodka blanche sans brin d'Hierochloe odorata, Żubrówka Czarna en bouteille noire, Żubrówka Złota en bouteille dorée et Żubrówka Palona, vieillie en fût de chêne.
Żubrówka est une marque appartenant au groupe de spiritueux polonais Central European Distribution Corporation (CEDC), propriété de Roust Trading Limited (filiale de Russian Standard Group) depuis 2013.

## Récompenses
- 2008 : « International High Quality Trophy » aux sélections mondiales de la qualité, organisées par Monde Selection
- 2012 : label de qualité d'or pour Żubrówka Biala et label de qualité grand or pour Żubrówka par Monde Selection, International Quality Institute[6]

## Dans la culture populaire
Żubrówka est le nom donné par Wes Anderson au pays fictif où se déroule son film The Grand Budapest Hotel tourné en 2014.